# Heinrich Lübbe
Heinrich F. A. Lübbe (Nienburg/Weser, 12 gennaio 1884 – Berlino, 14 marzo 1940) è stato un ingegnere e inventore tedesco.

## Biografia
Lübbe nacque il 12 gennaio 1884 a Nienburg an der Weser, in Prussia, a quel tempo parte dell'Impero tedesco. Sin da giovane lavorò come marinaio, poi come uomo d'affari, nella flotta mercantile tedesca. Nel 1909 lasciò questa occupazione per tentare la fortuna nel mondo embrionale dell'aeronautica; spostatosi a Parigi, conobbe i pionieri dell'aviazione Louis Blériot, Edmund Audemar e divenne amico di Roland Garros, futuro asso dell'Aeronatique Militaire che gli insegnò a volare. Nel 1911 fu il primo tedesco a guadagnarsi il brevetto da aviatore e, l'anno successivo, volò con sua moglie in Argentina a bordo di un Etrich Taube fornito dalla Rumpler Flugzeugwerke. Nel gennaio 1913 poté così partecipare a una gara di velocità per il percorso di 250 km tra Montevideo e Buenos Aires, battendo il precedente record il 6. Rientrato in Germania, nel corso dello stesso anno lasciò le gare per un problema ai polmoni e iniziò a lavorare per il progettista di aerei olandese Anthony Fokker, a Schwerin. Nell'aprile-maggio 1915 fu tra gli inventori del sistema di sincronizzazione delle pale dell'elica con il ciclo di sparo delle mitragliatrici, montate sulla cappottatura del motore e rivolte in avanti: infatti, sino ad allora, i velivoli erano generalmente privi di armamento offensivo mentre i biposto iniziavano da poco a essere equipaggiati con una mitragliatrice brandeggiabile nell'abitacolo posteriore, a disposizione del secondo membro dell'equipaggio e puntata verso coda. Solo all'inizio dell'anno l'asso francese Roland Garros, pressato dalle necessità, aveva applicato placche d'acciaio a prisma all'apice delle pale del suo Morane-Saulnier Type L, di modo che deflettessero lateralmente i proiettili della mitragliatrice Hotchkiss da 8 mm aggiunta davanti all'abitacolo. Fokker ebbe modo di osservare l'espediente sul relitto del mezzo, abbattuto il 19 aprile 1915 non lontano da Courtrai, e coinvolse Lübbe e Kurt Heber (un altro collaboratore) nell'intento di risolvere la questione della sincronizzazione fuoco-elica. Il gruppo prese le mosse da un brevetto dell'ingegnere Franz Schneider della LVG, apportandovi alcune modifiche. In sostanza il sincronizzatore era costruito attorno ad un piccolo albero a camme che collegava l'arma al motore, in modo tale da interrompere lo sparo nella frazione di secondo in cui una pala passava davanti alla volata.
L'apparato fu collegato a una mitragliatrice Parabellum MG 14 e fu testato con successo dallo stesso Anthony Fokker il 19-20 maggio a Döberitz su un Fokker M.5K che, così, divenne il capostipite della famiglia dei Fokker E: il velivolo, in particolare, fu designato Fokker E.I (Eindecker I, ovvero "monoplano Fokker 1"). Dopo una prova sul campo nella seconda metà di luglio, la MG 14 fu rimpiazzata da una MG 08 Spandau, meno prona a incepparsi, e il sincronizzatore si confermò un congegno ben riuscito.
Nel 1921 Lübbe acquistò i cantieri navali di Friedrichshafen, che durante la prima guerra mondiale erano stati riconvertiti alla produzione bellica fabbricando velivoli militari, e ne fece una compagnia chiamata Arado Handelgesellschaft. Nel 1925 ribattezzò definitivamente la compagnia Arado Flugzeugwerke e la gestì con grande abilità, facendone uno dei poli principali dello sviluppo aeronautico tedesco nel periodo interbellico: a metà anni trenta aveva sotto di sé circa 14 000 dipendenti e le sue fabbriche erano capaci di produrre ogni anno 1 500 aerei. Tuttavia il suo rifiuto di aderire al Partito nazista fece sì che, nel 1936, la Arado venisse nazionalizzata e sia Lübbe, sia gli altri dirigenti fossero sottoposti ai direttori filonazisti Erich Serno e Felix Wagenführ. Egli fu presto estromesso e cadde in disgrazia, morendo infine a Berlino nel marzo 1940. Il corpo fu sepolto al cimitero Südwestfriedhof di Stahnsdorf, alla tomba numero 65.